# Patate douce à chair orange

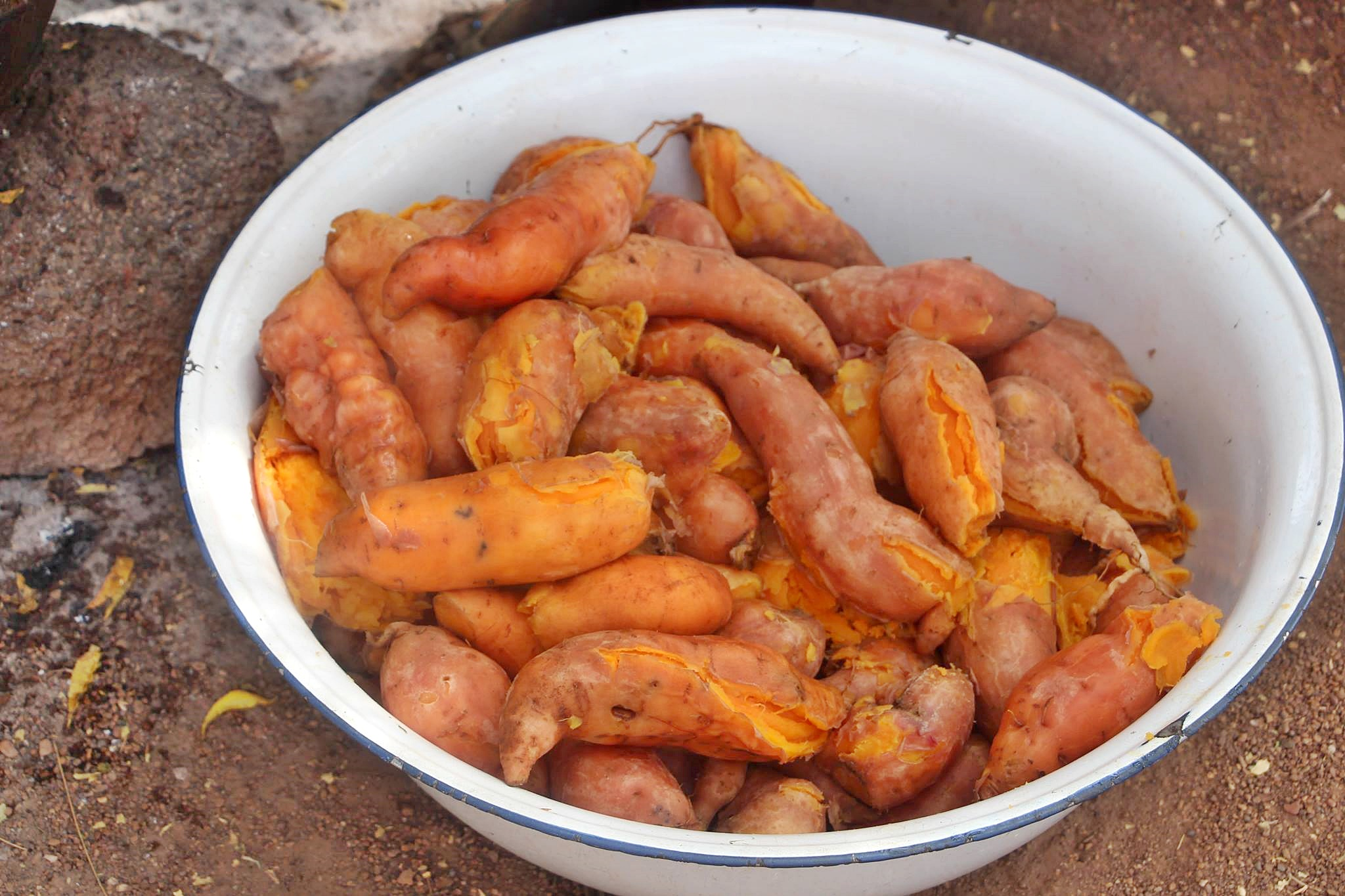
Patates douces à chair orange présentées lors d'une foire à Gushiegu (Ghana).

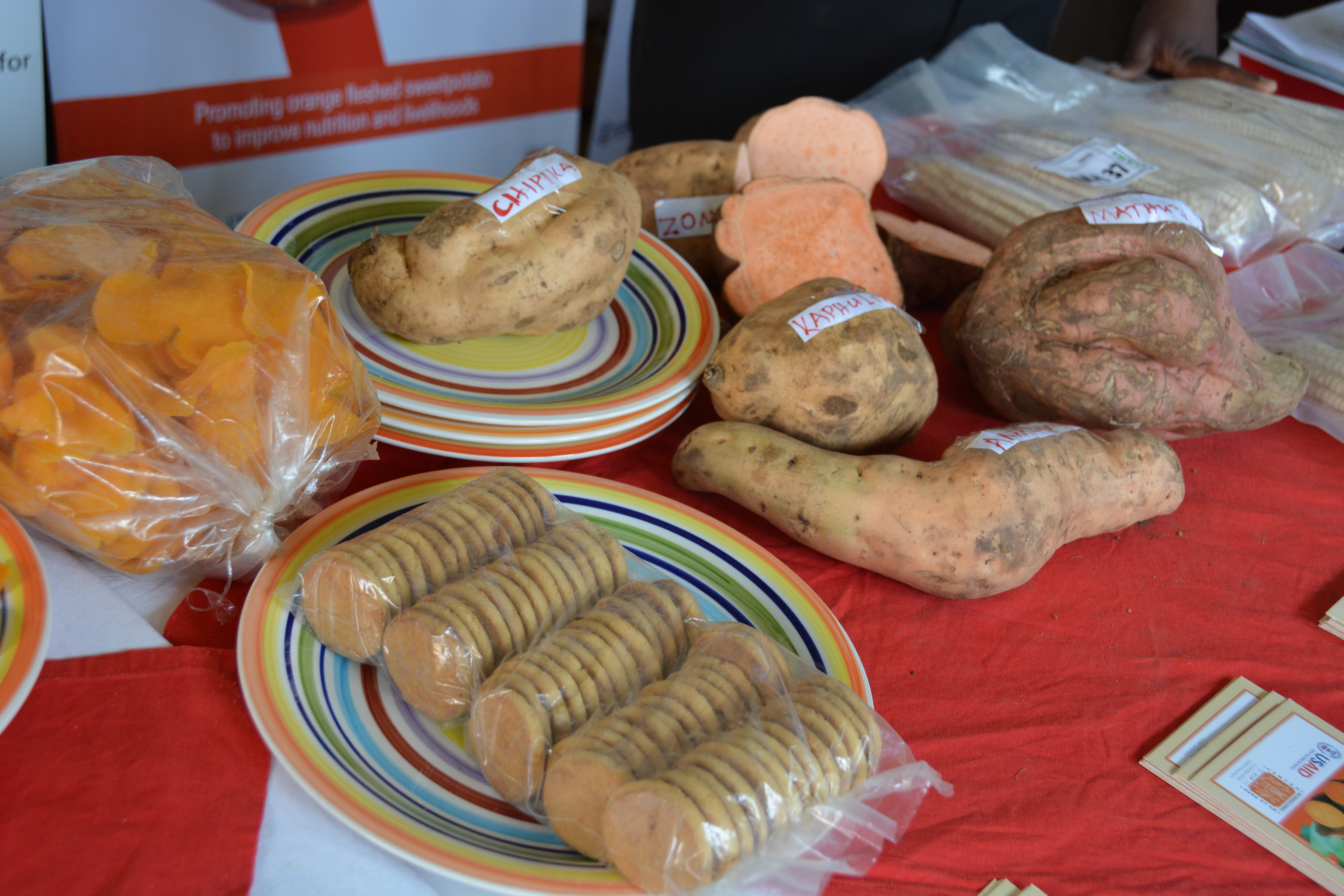
Patates douces à chair orange et produits dérivés au Malawi.

Les patates douces à chair orange (PDCO) sont des variétés cultivées de patates douces (Ipomoea batatas) ayant une chair de couleur orange en raison de leur taux de bêta-carotène. Ces variétés sont, en règle générale, obtenues par des méthodes de sélection conventionnelles.
Lorsque les premières variétés de patates douces à chair orange ont été mises sur le marché aux États-Unis vers le milieu du XXe siècle, les producteurs les ont appelés « yams », c'est-à-dire « ignames » pour les différencier des variétés préexistantes à chair blanche ou crème. Historiquement, les Afro-Américains de  Louisiane ont appelé « nyami » ces patates douces aqueuses, parce qu'elles leur rappelaient le tubercule féculent de ce nom en Afrique. Ce terme sénégalais est sans doute à l'origine de la marque yam devenue populaire aux États-Unis.

## Caractéristiques
Les patates douces à chair orange ont un taux de matière sèche évalué à 20,5 g/100 g. Elles sont riches en bêta-carotène avec une teneur estimée à  9,4 mg/100 g de poids frais. Certaines études ont montré que chez les patates douces à chair orange cuites, cette teneur varie de 6,7 à 16,0 mg/100 g de poids frais.
La teneur en caroténoïdes totaux est corrélée avec le taux de matière sèche. Ainsi un doublement de la teneur en caroténoïdes (variable selon les variétés de patate douce) entraînerait une diminution d'environ 1,2 % de la teneur en matière sèche. Elle influe également sur les attributs sensoriels impliquant les caractéristiques visuelles, odorantes, gustatives et texturales de la patate douce cuite. 

## Diffusion en Afrique
Le Centre international de la pomme de terre (CIP) et ses partenaires font la promotion de la PDCO pour lutter, par une approche alimentaire,  contre la malnutrition en vitamine A et les problèmes de santé connexes en Afrique subsaharienne. On estime en effet qu'environ 32 % de la population de l'Afrique subsaharienne souffre d'une carence en vitamine A. L’intérêt de cette approche, qui fait partie de la biofortification, est que la patate douce (généralement des variétés à chair blanche) fait déjà partie de l’alimentation de ces populations et que, selon des études récentes, la PDCO est très acceptable pour de nombreuses femmes et enfants africains vivant en zones rurales.

Des variétés de patate douce à chair orange biofortifiées ont été introduites à l'initiative du CIP au Mozambique et en Ouganda en 2002 et 2007, respectivement, et sont en train d'être introduites dans de nombreuses régions d'Afrique et d'Amérique du Sud. Le programme du CIP intitulé «  Initiative Patate douce pour le profit et la santé » (SPHI, Sweetpotato for Profit and Health Initiative), lancé en 2009 vise à fournir des PDCO à 10 millions de ménages dans 16 pays d'Afrique subsaharienne d’ici 2020,.
D'autres initiatives internationales pour la diffusion de la PDCO ont été mises en œuvre. Ainsi en Ouganda, la patate douce à chair orange est diffusée avec le soutien de l’USAID dans le cadre de l'« Initiative Feed the Future (en) », initiative mondiale du gouvernement américain en matière de lutte contre la faim et pour la sécurité alimentaire. Introduite en 2007 par HarvestPlus, qui fait partie du programme du Groupe consultatif pour la recherche agricole internationale (CGIAR) sur l' « agriculture pour la nutrition et la santé », la PDCO, dont il existe au moins quatre variétés dans ce pays, y est désormais adoptée par plus de 55 000 ménages d'agriculteurs ougandais.